# Arquidiocese de Dublin
A Arquidiocese de Dublin (Archidiœcesis Dublinensis) é uma circunscrição eclesiástica da Igreja Católica situada em Dublin, Irlanda. Seu atual arcebispo é Dermot Pius Farrell. Sua Sé é a Pró-catedral de Santa Maria de Dublin.
Possui 199 paróquias servidas por 1040 padres, abrangendo uma população de 1 570 149 habitantes, com 69,6% da dessa população jurisdicionada batizada (1 093 095 católicos).

## História
A primeira menção de uma presença cristã na costa oriental da ilha data da primeira metade do século V, quando o Papa Celestino I enviou o missionário Palladio como bispo dos cristãos irlandeses por volta de 431; Palladio fundou algumas comunidades, incluindo Teach-Renan (Tigroney) e Donard no Condado de Wicklow. Mais tarde, também São Patrício trabalhou no mesmo território.
A partir do século VI, o monasticismo desenvolveu-se em grande escala em quase toda a ilha, dando origem a uma organização territorial, típica da Irlanda, baseada no sistema monástico e não diocesano, como no continente e na Grã-Bretanha. No território da atual arquidiocese de Dublin surgiram vários mosteiros, cujos abades em alguns casos tiveram a consagração episcopal: Kilcullen, Lusk, Espadas, Finglas, Glenndálocha, Taney, Clondalkin, Castledermot e Bray. O mais importante desses assentamentos monásticos foi o de Glenndálocha, que estendeu sua jurisdição sobre um território que corresponde em grande parte ao da arquidiocese de hoje.
É historicamente incerto se um mosteiro também estava presente em Duibhlinn, a Dublin de hoje, mas os historiadores atribuíram o título de bispos de Dublin a uma série de bispos dos séculos VII e VIII. É improvável que esses bispos pudessem ser considerados da mesma forma que os bispos residenciais modernos, especialmente porque quase todos eles operavam fora da diocese. O primeiro deles é São Livino, que morreu em 633 perto de Gante, na atual  Bélgica. São Wiro viveu na Gália e morreu em Roermond na Holanda, São Disibod morreu na Alemanha e também São Romualdo no século VIII foi para Roma e morreu em Mechelen.
Já no final do século VIII as costas orientais da Irlanda e seu interior foram devastadas pelas incursões dos Vikings, que trouxeram destruição e morte por toda parte; quase todos os mosteiros antigos foram incendiados, assim como suas bibliotecas e manuscritos preciosos. Em 815, os dinamarqueses, ainda pagãos, conquistaram a Irlanda. O primeiro rei dinamarquês a se converter ao cristianismo foi Sitric, batizado na Inglaterra no primeiro terço do século X. No entanto, em pouco tempo o rei voltou ao paganismo. Em 943, seu filho Gofraid mac Sitriuc foi definitivamente convertido. O poder dinamarquês cessou com a vitória do rei Brian Boru em 1014, mas Dublin continuou a ser uma possessão dinamarquesa.
No século XI, foi construída a Catedral da Santíssima Trindade, que hoje é a catedral da Igreja da Irlanda. Neste período encontramos o primeiro bispo de Dublin, Dúnán (ou Donato), que foi consagrado bispo pelo arcebispo Lanfranco de Cantuária, o que marca uma diferença profunda entre Dublin e o resto da Igreja irlandesa; embora o sistema monástico continuasse a existir na ilha, uma diocese foi criada em Dublin com base no modelo inglês. Seu sucessor Gilla Patrick, autor de vários panfletos em latim, também foi consagrado em Londres, enquanto Dúnán O'Haingly foi consagrado em Dublin, mas novamente seu sobrinho e sucessor Samuel O'Haingly foi consagrado em Winchester, na Inglaterra. Junto com a aceitação da nomeação, os primeiros bispos de Dublin prometeram obediência aos arcebispos da Cantuária.
Em 1111 o Sínodo de Ráth Breasail pôs fim à organização territorial irlandesa baseada nos mosteiros e nos antigos distritos monásticos que surgiram perto de Dublin, apenas a diocese de Glenndálocha, cujo território chegava até as muralhas de Dublin; praticamente a cidade era cercada por Glenndálocha por todos os lados. O sínodo não faz nenhuma menção à diocese de Dublin, provavelmente porque não era considerada parte integrante da Igreja irlandesa, e talvez porque o clero e o povo da cidade não aceitaram a submissão à diocese de Glenndálocha e especialmente a separação da Cantuária e a submissão à Arquidiocese de Armagh.
Todas essas preocupações e dificuldades logo foram superadas. De fato, em 1152, com o sínodo de Kells, a situação mudou em favor de Dublin: a sé foi elevada à categoria de arquidiocese metropolitana e seu território foi ampliado com uma parte do da diocese de Glenndálocha. Cinco dioceses sufragâneas foram destinadas à província eclesiástica de Dublin: Glenndálocha, Kildare, Leighlin, Ferns e Kilkenny. O território diocesano voltou a expandir-se em 1179, quando a São Lawrence O'Toole, que tinha ido a Roma para o Terceiro Concílio de Latrão, o Papa Alexandre III concedeu estender o seu território para sul, até Bray; e então em 1215, quando a diocese de Glenndálocha foi suprimida e seu território anexado ao de Dublin.
A partir da segunda metade do século XII, a Irlanda caiu nas mãos dos anglo-normandos. A partir deste momento, com o sucessor de Lawrence O'Toole, John Comyn, a arquidiocese de Dublin entrou na esfera de influência inglesa. Prova disso é o fato de que John Comyn e seus vinte e quatro sucessores nos quatro séculos seguintes foram todos ingleses. O próprio Henrique II concedeu a John Comyn alguns feudos baroniais e o direito de se sentar no Parlamento como Lorde. Muitos arcebispos desse período ocuparam cargos significativos na política inglesa e não raramente recebiam cargos importantes. É ainda neste período que surge a disputa, por vezes continuada em tons ásperos e hostis, com o arcebispo de Armagh pela primazia sobre a Igreja irlandesa, disputa que só perdeu importância no século XIX.
Na época da Reforma Protestante imposta por Henrique VIII da Inglaterra, o arcebispo John Allen foi assassinado. Então o rei aproveitou a oportunidade para nomear ilegalmente arcebispo George Browne. Estabelecido em Dublin em 1536, ele teve todas as referências ao papa excluídas dos missais, comprou relíquias e as queimou. Ele introduziu a Liturgia Reformada do Livro de Oração Comum e se casou. Maria I da Inglaterra, que buscou reintroduzir o catolicismo na Inglaterra e na Irlanda, depôs George Browne devido ao seu casamento e nomeou seu sucessor Hugh Corwin, que tornou-se apóstata na morte da rainha e mudou para o protestantismo.
A arquidiocese de Dublin então permaneceu sem um pastor católico por cerca de quarenta anos, enquanto a perseguição anticatólica grassava. Em 1600 foi nomeado arcebispo o franciscano espanhol Mateus de Oviedo, que chegou à Irlanda, mas não se atreveu a pôr os pés na sua arquidiocese e a governou por meio de vigários-gerais, três dos quais acabaram na prisão. Seu sucessor, Eugene Matthews, conseguiu organizar um sínodo provincial em Kilkenny, no qual as paróquias foram reorganizadas; depois de escapar da prisão várias vezes, ele foi forçado a deixar a Irlanda e morreu em Roma. Em 1651, o arcebispo Thomas Fleming também morreu no exílio em Galway, deixando a sé vaga até 1669, quando Peter Talbot foi nomeado, que convocou um sínodo diocesano em 1670. Ele foi exilado em 1673 e readmitido em 1677, mas imediatamente preso, morreu em prisão em 1679.
O renascimento da arquidiocese ocorreu durante o longo episcopado (1786-1823) de John Thomas Troy, que fundou o Maynooth College e colocou a primeira pedra da Pró-catedral de Santa Maria; no mesmo período, escolas católicas foram abertas e novas igrejas foram construídas. A Pró-catedral foi terminada por seu sucessor Daniel Murray, que pode se alegrar com a emancipação dos católicos em 1829.
Foi o arcebispo Paul Cullen quem fundou o seminário diocesano e fundou o hospital Mater Misericordiae. Em 18 de maio de 1854, ele fundou a Universidade Católica da Irlanda, escolhendo John Henry Newman como primeiro reitor. Em 1866 ele se tornou o primeiro cardeal irlandês e em 1875 presidiu o Sínodo Nacional Maynooth. Seu sucessor Edward MacCabe também foi criado cardeal e conduzido na linha ultramontana, mantendo-se afastado das reivindicações dos nacionalistas irlandeses. Essa política foi interrompida com o episcopado de William Joseph Walsh, que, em vez disso, foi um fervoroso defensor do movimento nacional irlandês. Em vez disso, o arcebispo Edward Joseph Byrne buscou especialmente a harmonia. Um pedaço de terreno que pretendia para a construção de uma catedral seria transformado em parque público pelo arcebispo Dermot Ryan.
O longo episcopado de John Charles McQuaid coincidiu com um período de forte expansão urbana em Dublin: ele estabeleceu 60 novas paróquias e construiu 80 novas igrejas, 250 escolas primárias e 100 escolas secundárias. Muito ativo no plano social, foi um conservador em relação às inovações introduzidas pelo Concílio Vaticano II, em particular no que se refere à reforma litúrgica, que hesitou em aplicar, ao papel dos leigos e ao ecumenismo. A plena implementação do Concílio foi, em vez disso, a estrela-guia do cuidado pastoral de seu sucessor, Dermot Ryan, de tendência liberal e reformista. Em 1979, o Papa João Paulo II fez a primeira visita apostólica de um papa à arquidiocese.

## Prelados
| #                      | Nome                            | Período    | Notas                                                              |
| Arcebispos             | Arcebispos                      | Arcebispos | Arcebispos                                                         |
| ---------------------- | ------------------------------- | ---------- | ------------------------------------------------------------------ |
| 52º                    | Dermot Pius Farrell             | 2020-      | Atual                                                              |
| 51º                    | Diarmuid Martin                 | 2004-2020  | Arcebispo emérito                                                  |
| 50º                    | Desmond Cardeal Connell         | 1988-2004  |                                                                    |
| 49º                    | Kevin McNamara                  | 1984-1987  |                                                                    |
| 48º                    | Dermot J. Ryan                  | 1971-1984  | Nomeado Pró-prefeito da Congregação para a Evangelização dos Povos |
| 47º                    | John Charles McQuaid, C.S.Sp.   | 1940-1971  |                                                                    |
| 46º                    | Edward Joseph Byrne             | 1921-1940  |                                                                    |
| 45º                    | William Joseph Walsh            | 1885-1921  |                                                                    |
| 44º                    | Edward Cardeal MacCabe          | 1879-1885  |                                                                    |
| 43º                    | Paul Cardeal Cullen             | 1852-1878  |                                                                    |
| 42º                    | Daniel Murray                   | 1823-1852  |                                                                    |
| 41º                    | John Thomas Troy, O.P.          | 1786-1823  |                                                                    |
| 40º                    | John Carpenter                  | 1770-1786  |                                                                    |
| 39º                    | Patrick Fitzsimons              | 1763-1769  |                                                                    |
| 38º                    | Richard Lincoln                 | 1757-1763  |                                                                    |
| 37º                    | John Linegar                    | 1734-1757  |                                                                    |
| 36º                    | Luke Fagan                      | 1729-1733  |                                                                    |
| 35º                    | Edward Murphy                   | 1724-1728  |                                                                    |
| 34º                    | Edmund Byrne                    | 1707-1724  |                                                                    |
| 33º                    | Peter Creagh                    | 1693-1705  |                                                                    |
| 32º                    | Patrick Russell                 | 1683-1692  |                                                                    |
| 31º                    | Peter Talbot                    | 1669-1680  |                                                                    |
| 30º                    | Thomas Fleming, O.F.M.Obs.      | 1623-1651  |                                                                    |
| 29º                    | Eugene Matthews                 | 1611-1623  |                                                                    |
| 28º                    | Matteo de Oviedo, O.F.M.Obs.    | 1600-1610  |                                                                    |
| 27º                    | Hugh Corwin                     | 1555-1559  |                                                                    |
| 26º                    | John Allen                      | 1529-1534  |                                                                    |
| 25º                    | Hugh Inge, O.P.                 | 1523-1528  |                                                                    |
| 24º                    | William Rockeby                 | 1512-1521  |                                                                    |
| 23º                    | Walter Fitzsimons               | 1484-1511  |                                                                    |
| 22º                    | John Walton, C.R.S.A.           | 1472-1484  |                                                                    |
| 21º                    | Micheal Tregury                 | 1459-1471  |                                                                    |
| 20º                    | Richard Talbot                  | 1417-1459  |                                                                    |
| 19º                    | Thomas Cranley                  | 1397-1417  |                                                                    |
| 18º                    | Richard Northall, O.Carm.       | 1395-1397  |                                                                    |
| 17º                    | Robert Waldby, O.S.A.           | 1390-1395  | Nomeado Arcebispo (título pessoal) de Chichester                   |
| 16º                    | Robert de Wikeford              | 1375-1390  |                                                                    |
| 15º                    | Thomas Minot                    | 1363-1375  |                                                                    |
| 14º                    | John de Saint Paul              | 1349-1362  |                                                                    |
| 13º                    | Alexander de Bicknor            | 1317-1349  |                                                                    |
| 12º                    | John Lech                       | 1311-1313  |                                                                    |
| 11º                    | Richard de Havering             | 1307-1310  | Bispo eleito                                                       |
| 10º                    | Richard de Ferings              | 1299-1306  |                                                                    |
| 9º                     | William de Hotham, O.P.         | 1296-1298  |                                                                    |
| 8º                     | John de Saundford, O.F.M.       | 1285-1294  |                                                                    |
| 7º                     | John de Derlington, O.P.        | 1279-1284  |                                                                    |
| 6º                     | Fulk de Saundford               | 1256-1271  |                                                                    |
| 5º                     | Luke Neterville                 | 1228-1255  |                                                                    |
| 4º                     | Henry de Loundres               | 1212-1228  |                                                                    |
| 3º                     | John Comyn, O.S.B.              | 1182-1212  |                                                                    |
| 2º                     | Lawrence O'Toole                | 1162-1180  |                                                                    |
| 1º                     | Gregory                         | 1152-1161  |                                                                    |
| Arcebispos coadjutores |                                 |            |                                                                    |
|                        | Diarmuid Martin                 | 2003-2004  |                                                                    |
|                        | Daniel Murray                   | 1809-1823  |                                                                    |
|                        | Richard Lincoln                 | 1755-1757  |                                                                    |
| Bispos                 |                                 |            |                                                                    |
| 12º                    | Gregory                         | 1121-1152  | Elevado à Arcebispo                                                |
| 11º                    | Samuel O'Haingly, O.S.B.        | 1096-1121  |                                                                    |
| 10º                    | Dúnán O'Haingly, O.S.B.         | 1085-1095  |                                                                    |
| 9º                     | Gilla Patrick                   | 1074-1084  |                                                                    |
| 8º                     | Dúnán                           | 1038-1074  |                                                                    |
| 7º                     | Cormac                          | ?-890      | Mencionado                                                         |
| 6º                     | Sedúlio                         | ?-785      |                                                                    |
| 5º                     | Romualdo                        | ?-775      |                                                                    |
| 4º                     | Gualafer                        | ?          |                                                                    |
| 3º                     | Disibod                         | 664-675    |                                                                    |
| 2º                     | Wiro                            | ?-650      |                                                                    |
| 1º                     | Livino                          | ?-633      |                                                                    |
| Bispos auxiliares      |                                 |            |                                                                    |
|                        | Paul Dempsey                    | 2024-      | Atual                                                              |
|                        | Donal Roche                     | 2024-      | Atual                                                              |
|                        | Raymond W. Field                | 1997-2019  | Bispo auxiliar emérito                                             |
|                        | Martin Drennan                  | 1997-2005  | Nomeado Bispo de Galway e Kilmacduagh                              |
|                        | Fiachra Ó Ceallaigh, O.F.M.     | 1994-2009  |                                                                    |
|                        | James Moriarty                  | 1991-2002  | Nomeado Bispo de Kildare e Leighlin                                |
|                        | Eamonn Oliver Walsh             | 1990-2019  | Bispo auxiliar emérito                                             |
|                        | Desmond A. Williams             | 1985-1993  |                                                                    |
|                        | Donal Brendan Murray            | 1982-1996  | Nomeado Bispo de Limerick                                          |
|                        | Brendan Oliver Comiskey, SS.CC. | 1979-1984  | Nomeado Bispo de Ferns                                             |
|                        | Laurence Forristal              | 1979-1981  | Nomeado Bispo de Ossory                                            |
|                        | Dermot Patrick O’Mahony         | 1975-1996  |                                                                    |
|                        | James Kavanagh                  | 1973-1990  |                                                                    |
|                        | Joseph A. Carroll               | 1968-1989  |                                                                    |
|                        | Patrick Joseph Dunne            | 1946-1979  |                                                                    |
|                        | Francis Joseph Wall             | 1931-1947  |                                                                    |
|                        | Edward Joseph Byrne             | 1920-1921  | Elevado à Arcebispo                                                |
|                        | Nicolas Donnelly                | 1883-1920  |                                                                    |
|                        | Edward MacCabe                  | 1877-1879  | Elevado à Arcebispo                                                |